# هامربرووک
هامربرووک (به آلمانی: Hamburg-Hammerbrook) یک منطقهٔ مسکونی در آلمان است که در هامبورگ-میته واقع شده‌است. هامربرووک ۱٫۶ کیلومتر مربع مساحت و ۴۳۵ نفر جمعیت دارد.